# Hugues Boury
Pour les articles homonymes, voir Boury.
Hugues Boury, né le 16 avril 1957 à Roubaix, est un ancien footballeur français qui évoluait au poste d'attaquant ou d'attaquant de soutien. 
Il est le fils de l'international de football Roger Boury.

## Biographie

### Carrière de joueur

#### Grande époque de l'AS Saint-Étienne (1975-1978)
Formé à l'Association sportive de Saint-Étienne, il fait partie du groupe professionnel du club de 1975 à 1978. Il est alors proche de Dominique Rocheteau, camarade du centre de formation. Les deux hommes sont même co-locataires à un certain moment.  
Jouant très peu en équipe première, il participe malgré tout à des matches de championnat, de coupe d'Europe et de coupe de France et remporte le titre de champion de France 1976. Il marque un seul but en Division 1 (Lors de ASSE - Troyes en 1977). C'est surtout avec l'équipe réserve qu'il connait du temps de jeu, il y inscrit d'ailleurs 52 buts en 3 ans, soit le meilleur total derrière Jean-Marc Schaer (69 buts).
Le principal fait d'armes de ses années sous le maillot vert est son but inscrit lors de la victoire 1-0 face au Bayern Munich en Coupe Intertoto, le 21 mai 1978.

#### Montée en D1 avec le RC Lens (1978-1979)
A l'été 1978, il quitte Saint-Étienne pour rejoindre le Racing Club de Lens, alors en Division 2. 
Sa nouvelle équipe termine deuxième du groupe B de deuxième division et accède à l'élite en battant le Paris FC lors des barrages d'accession. 

#### Passage à Melun puis fin à Valence (1979-1984)
Malgré la promotion des sang et or, Hugues quitte le club pour rejoindre le Football Club de Melun, où il reste une saison. Il termine ensuite sa carrière à Valence entre 1980 et 1984.

### Reconversion
En 2017, il fonde la société "Atelier du bijou", basée à Melun. De façon assez amusante, Boury choisit d'installer son entreprise rue Saint-Étienne.

## Palmarès
AS Saint-Étienne :
- Champion de France en 1976
- Meilleur buteur de l'équipe réserve en 1976 et 1978 (14 buts à chaque fois)[3]